# (10264) Маров
(10264) Маров (лат. Marov) — типичный астероид главного пояса, открыт 8 августа 1978 года советским астрономом Николаем Черных в Крымской астрофизической обсерватории и 24 июня 2002 года назван в честь советского и российского астронома Михаила Марова.

## Обнаружение и именование
(10264) Маров
Открыт 8 августа 1978 года в Крымской астрофизической обсерватории Н. С. Черных.
Михаил Яковлевич Маров (р. 1933) — профессор и заведующий планетарным отделом Института прикладной математики им. Келдыша РАН, является одним из инициаторов и научных руководителей исследования Венеры и Марса из космоса. В настоящее время он также является председателем секции III МАС.
Оригинальный текст (англ.)10264 Marov
Discovered 1978 Aug. 8 by N. S. Chernykh at the Crimean Astrophysical Observatory.
Mikhail Yakovlevich Marov (b. 1933), professor and head of the planetary department at Keldysh Institute of Applied Mathematics, is one of the initiators and scientific leaders of research of Venus and Mars from space. He is also currently the president of IAU Division III.
Источники: 20020624/MPCPages.arc; M.P.C. 46010.

## Орбита

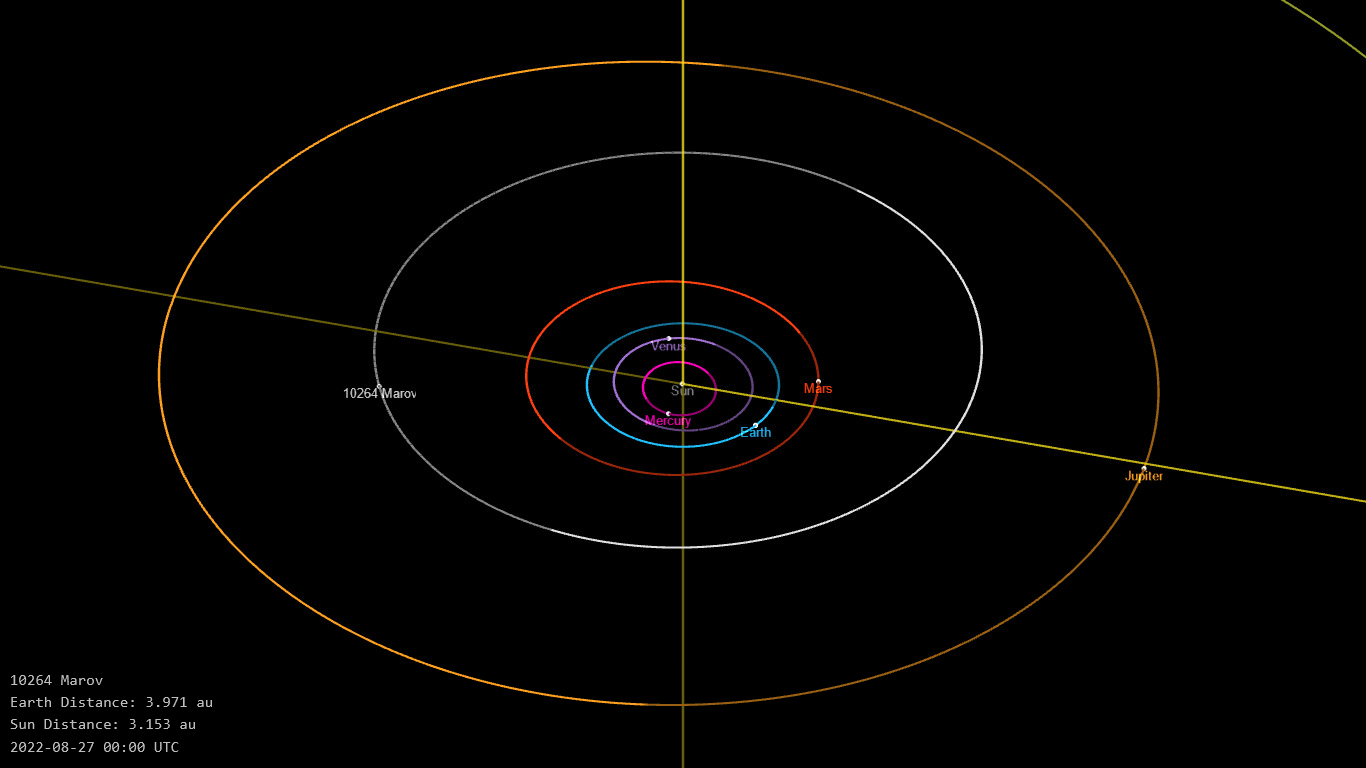
Орбита астероида Маров и его положение в Солнечной системе

## Физические характеристики
Астероид относится к таксономическому классу C.
По результатам наблюдений в видимом и ближнем инфракрасном диапазоне космического телескопа NEOWISE и наблюдений в инфракрасном диапазоне спутника Akari диаметр астероида оценивался равным 13,238±0,316 км, 16,69±0,95 км и 15,86±4,67 км. Согласно тем же источникам альбедо оценивается как 0,0636±0,0136, 0,040±0,005, 0,064±0,014 и 0,037±0,034.